# 입맞춤

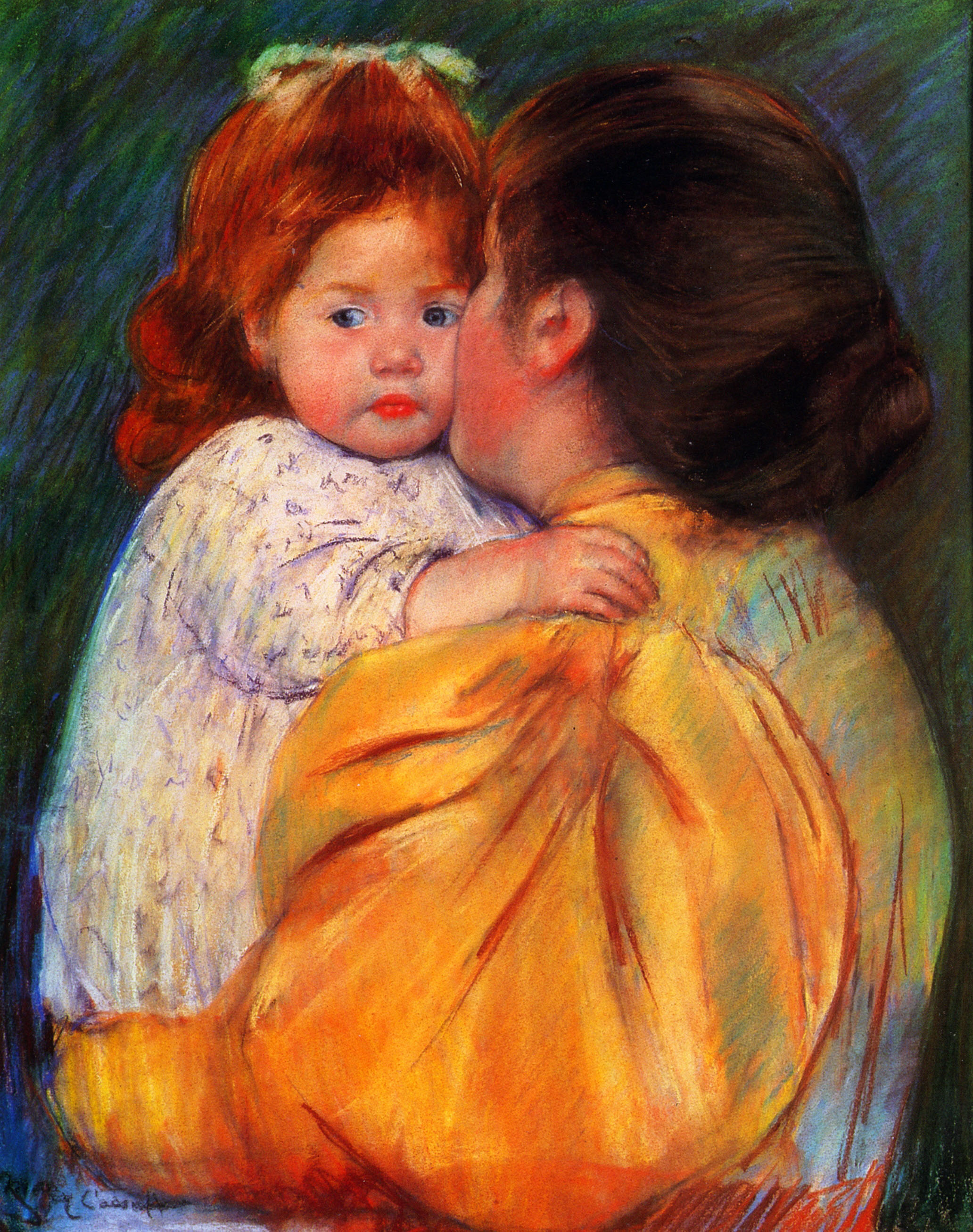
모성의 키스, 메리 카사트가 1896년에 그린 그림

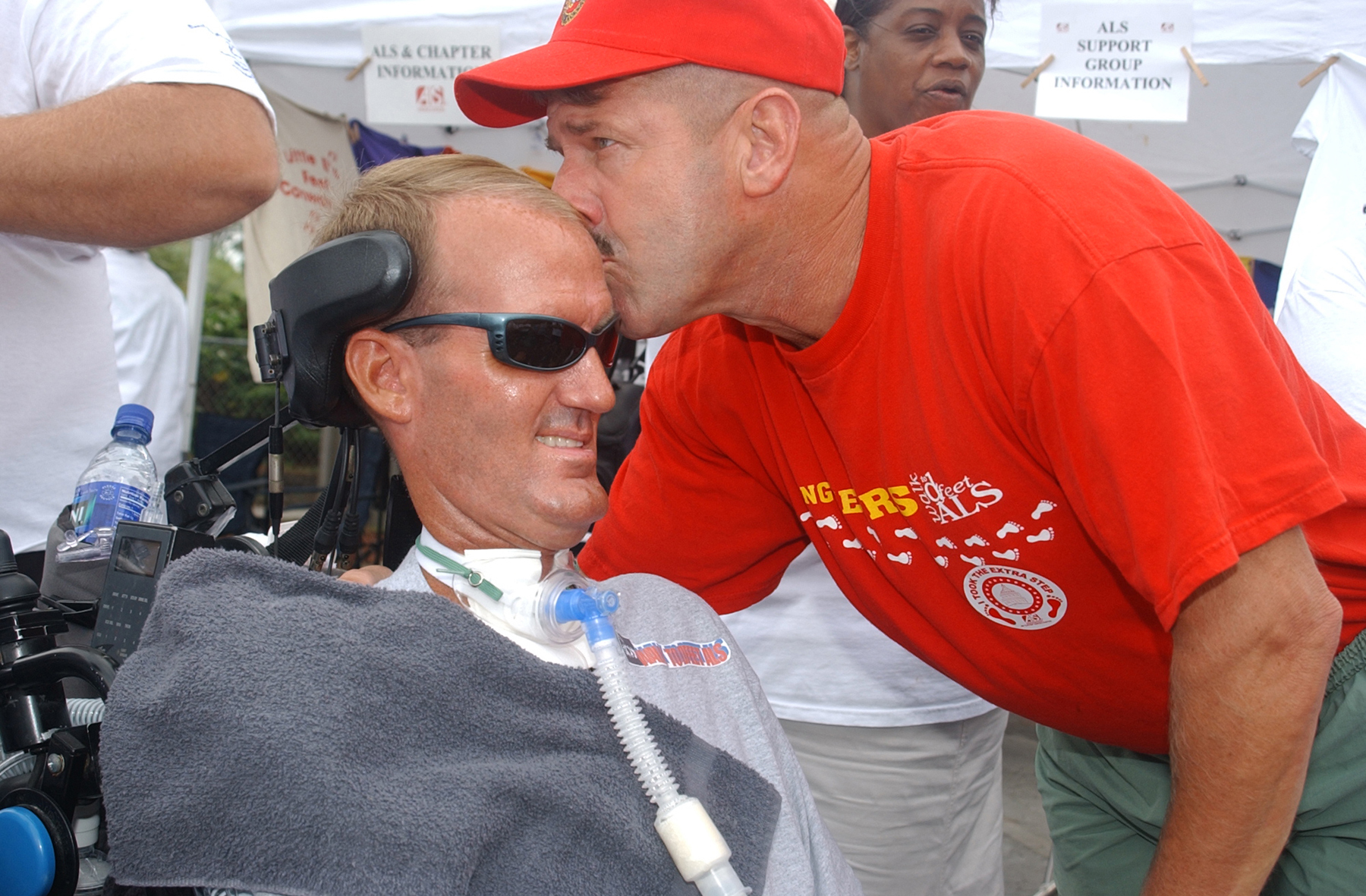
이마 키스

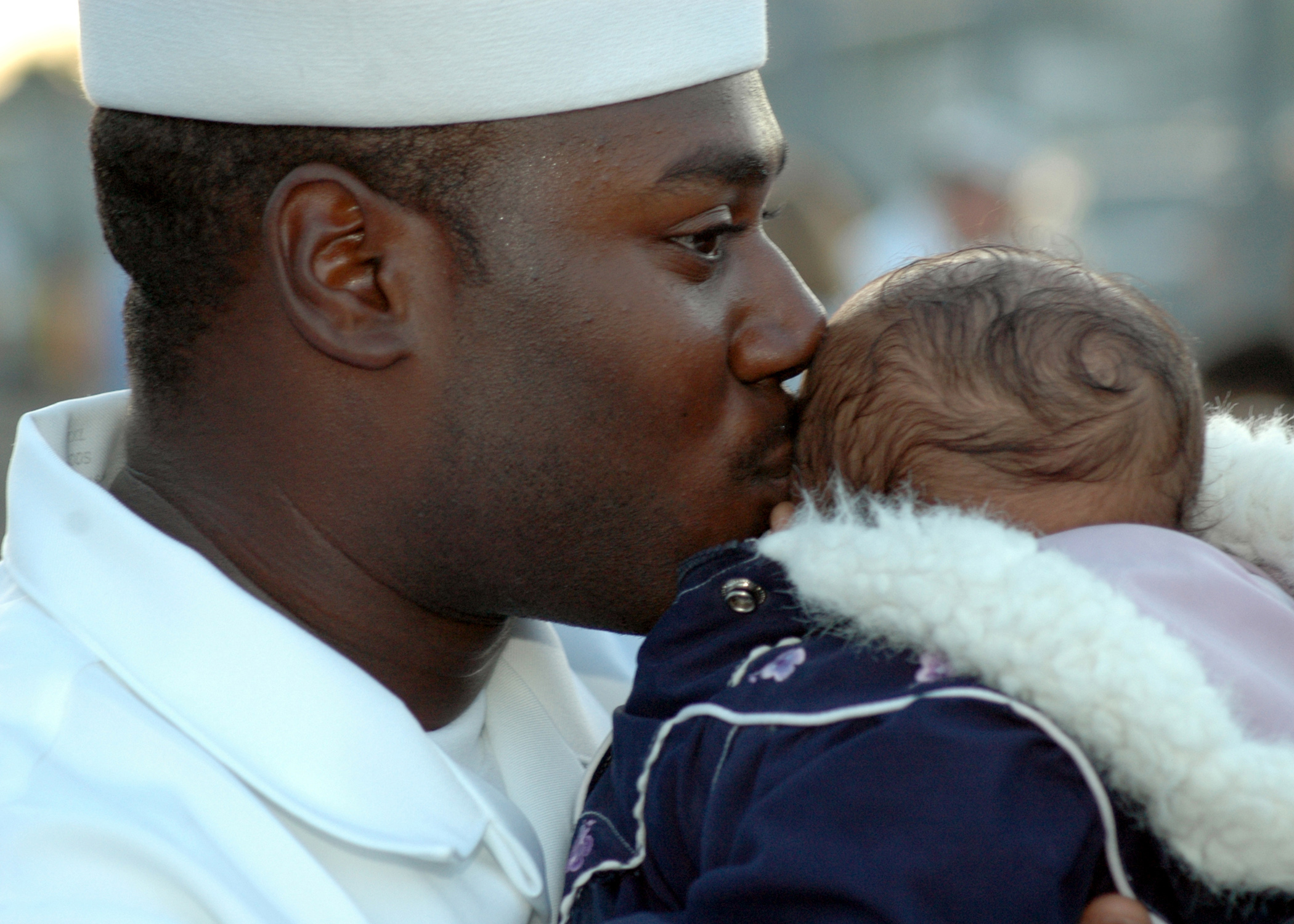
아기 아들에게 키스하는 미국 선원

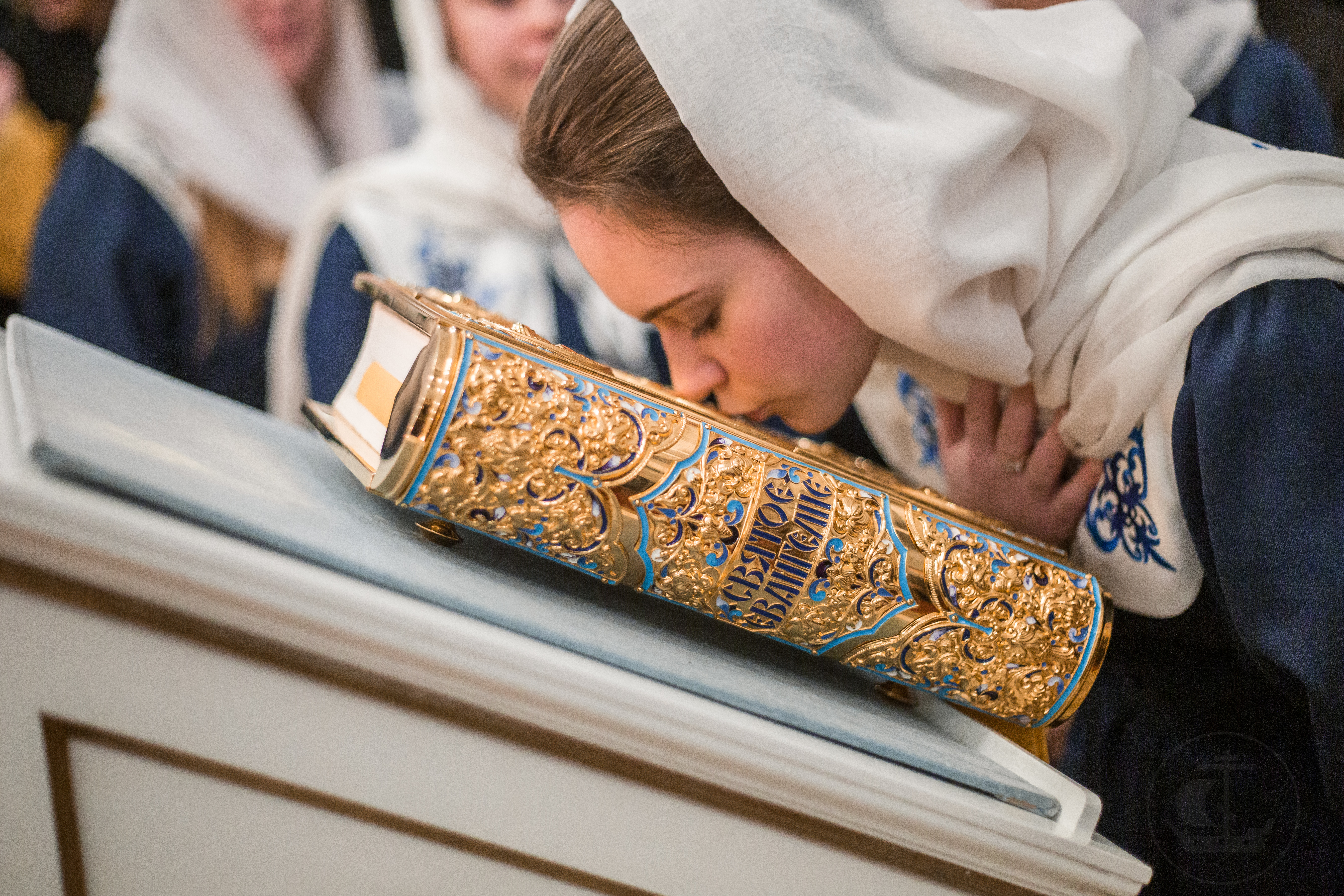
복음의 키스

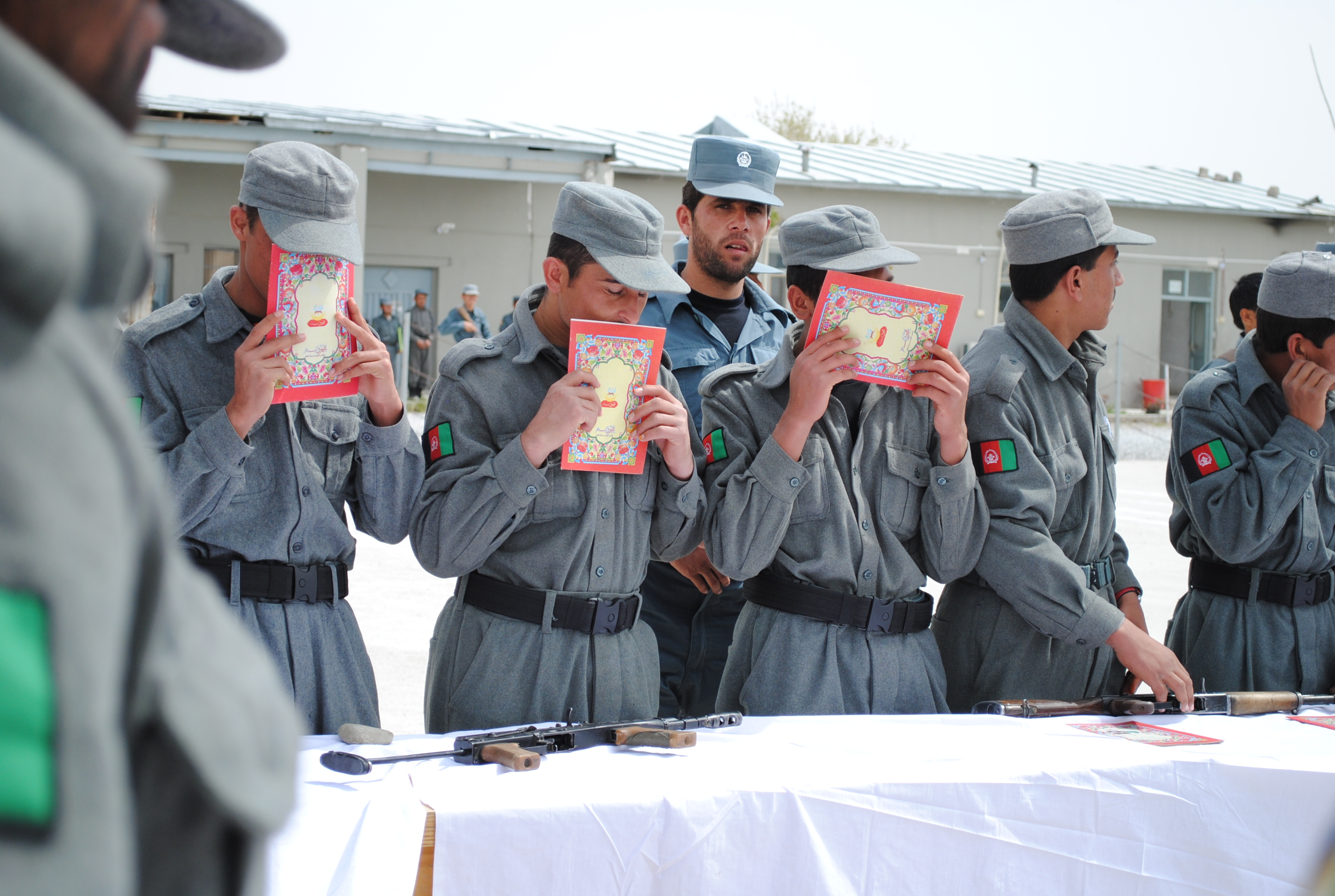
아프가니스탄에서 기본 순찰 과정을 졸업한 졸업생들이 졸업식 후 쿠란에 키스하고 있다.

입맞춤은 입술을 타인의 신체 또는 다른 사물에 접촉시키는 행위를 뜻하며, 일반적으로 입술과 입술이 맞닿는 경우를 가리킨다. '입맞춤'이라는 단어의 유래는 명확하지 않다. 사람들이 거짓말을 모의하는 것을 은유적으로 '입맞춤'이나 '입을 맞춘다'고 표현하기도 한다. 외래어로 키스(Kiss)라고도 부른다.

## 유래
서로 주둥이를 비벼 대는 두 마리 강치나 혀로 새끼를 핥는 어미 고양이처럼 동물들도 입맞춤 비슷한 행위를 한다. 그러나 어미 고양이가 새끼를 핥는 행위나, 혀로 핥거나 살살 깨무는 행위는 사랑의 욕구를 채우려 하기보다 상대의 몸에 자기 체취를 남기고 있을 뿐이다.
인류학자들은 아직 입맞춤이 학습에 따른 것인지 본능적인 행위인지에 대해 의견을 일치시키지 못하고 있다. 짐승들 사이에서 찾아 볼 수 있는 몸을 손질하는 행위와 관련된 것으로 볼 수도 있고 어머니가 먹이를 미리 씹어서 새끼들에게 주는 결과로 나타나는 것일 수도 있다.
인류학자들이 조사한 바에 따르면, 지구상에 존재하는 168개의 민족과 문화 중 약 90%에서 키스를 했다는 흔적을 찾았다. 만약 실제로 10%의 인류가 키스를 하지 않았다면, 키스가 본능적 행동이 아니라 학습된 문화 행위란 가능성을 시사한다. 하지만 많은 영장류들도 입을 맞추는 행동을 보인다.

## 애정의 키스
근대 서구 문명에서 키스는 일반적으로 애정의 표현이다. 매우 안면이 있는 사람들 사이에서, 키스는 환영의 인사 또는 작별의 인사이다. 이러한 종류의 키스는 애인과의 키스처럼 서로의 타액이 섞일만큼 진하게 하는 분위기로 이루어진다. 이러한 키스는 유럽이나 라틴 아메리카에서 남녀 사이나 여자들 사이에서 행하는 일반적인 인사이며, 일부 중동지역이나 유럽, 라틴 아메리카에서 남자들 사이에서도 이루어진다. 때때로 아이들에게 즐거움을 주고 애정을 표현하기 위해서 키스를 하기도 하며, 아이들도 같은 목적으로 키스를 한다. 사랑의 감정이나, 성교의 욕구에 대한 표현으로서의 키스는 두 사람이 입술에 키스하는 것을 수반하며, 대개 강하며, 오랜 시간을 들이는 경우가 많다. 루르대학 교수 오누르 군투르쿤 박사가 조사한 바에 따르면 전체 연인의 3분의 2정도가 오른쪽으로 고개를 기울여 키스했다.

## 고대의 키스
고대 히브리에서 키스는 애정을 나타내는 행위인 동시에 인사 행위로도 간주되었다.(창세기 29장 13절) 특히 키스는 오랜 이별을 앞둔, 혹은 오랜 이별 후에 만난 가족 구성원 사이에서 이루어졌다. 키스는 화해와 용서의 몸짓이기도 했다.(사무엘 하 14장 33절). 끊어 엎드린 후 몸을 일으키면서 행하는 키스는 손님, 친구, 가족에 대한 각별한 존경심을 보여 준다.(출애굽기 18장 7절) 이러한 키스의 관행은 예수의 탄생 이후에도 변함 없었다. 예수는 자신을 입맞춤으로 영접하지 않은 시몬을 나무란다(루가의 복음서 7장 45절). 그리고 유다는 예수를 잡으러 온 자들 앞에서 예수를 지목하기 위해 그에게 입맞춤한다.
그러나 히브리인들이 키스가 연인 사이의 애정 표현임을 몰랐던 것은 아니다. 구약성서 아가에 이미 연인 사이의 키스가 입 안에 남겨 두는 젖과 꿀의 맛이라고 언급되어 있다.
고대 페르시아의 경우, 입술에 하는 인사로서의 입맞춤은 같은 신분의 사람들 사이에서만 이루어졌다. 길에서 만난 페르시아 사람 두 명이 인사말을 주고받는 대신 입에 키스를 한다면 그들의 신분은 같다. 두 사람 중 한 사람 신분이 약간 낮을 경우에는 뺨 위에 입을 맞춘다. 그러나 두 사람의 신분 차이가 크다면, 신분 낮은 사람이 무릎을 꿇고 절을 한다.
고대 그리스의 경우, 기원전 4세기 후반 이전에는 입술에 하는 키스 인사의 관례를 찾아볼 수 없다. 입술에 하는 키스는 부자간, 형제간, 또는 매우 친한 친구 사이가 아니면 이루어지지 않았다. 키스가 사회적 관행으로 널리 퍼진 것은 알렉산드로스 대왕이 페르시아를 정복한 이후부터였다. 이후 키스 관행은 급속히 퍼져 나가 기원전 2세기에는 “여행 중 우연히 동행하는 사람처럼 예기치 않게 만난 사람들도 서로 다정하게 키스를 나누었다.”
키스는 동성애자 사이에 흔히 행해졌다. 『소크라테스 회상』에서 크세노폰은 스승 소크라테스의 입을 빌려 말했다. “미소년의 키스는 독거미에게 물린 상처보다 더 위험하 다. 젊은 남자와 입술이 맞닿는 순간 연장자는 그의 노예로 전락하기 때문이다.” 그러나 플라톤은 동성 키스에 관능적 힘이 있음을 인정하지 않았다. 지나친 쾌락은 영혼을 혼란시키며 절제와 미덕에 모순되기에, 중년 남성은 고결한 의도를 품고 아들 대하듯 그가 사랑하는 청년에게 키스하면서 그를 안아줄 수 있다는 것이다. 『국가』 제5장에서 플라톤은 말한다. “원정이 계속되는 동안 용감한 전사가 키스하기를 원하는 상대는 이를 거절할 수 없었다. 그 대상이 남자든 여자든 누군가를 사랑하는 전사가 상을 타기 위해 전투에서 더 용감히 행동하도록 하기 위함이었다.” 이러한 키스 의식은 사랑, 더 간단히 말하자면 에로티시즘과 영예의 추구와 일치한다.
기원전 3세기, 테오크리토스 시대의 메가라에서는 소년들에게만 참가가 허용된 입맞춤 경연대회가 개최되었다. 심판 입술에 가장 감미로운 키스를 한 참가자는 금화를 가득 안고 어머니 집으로 돌아갈 수 있었다. 역사상 유일무이한 이 경기는 디오클레스의 무덤에서 개최되었다. 디오클레스는 전장에서 그가 사랑하는 소년을 방패로 막아 보호하다가 목숨을 바친 전사였다. 그가 죽은 뒤 소년들은 키스를 통해 그의 공적을 치하함으로써 디오클레스의 용맹을 불멸의 것으로 만들고, 전장의 이슬로 사라진 그의 용맹을 흡입했다.
고대 로마에서는 공화국 말기에야 키스 인사가 널리 확산됐다. 그 이전에 키스는 입맞춤법에 의해 엄격히 규제되었다. 여자들은 가까운 친척에게 키스해야 했으며, 행정관의 친지들은 키스를 통해 경의를 표해야 했다. 그러나 기원전 1세기에는 오랜 이별을 전후한 가까운 친구 사이에서도 키스는 아무 거리낌 없이 이루어졌다. “플라쿠스는 입맞추려는 사람들을 피할 수 없었다. 입맞추기 좋아하는 사람들은 어디를 가든, 사방에서 그리고 끊임없이 그를 조이고, 잡아 붙들고, 뒤쫓는다. 입맞추기를 좋아하는 사람들은 모든 틈새를 비집고 들어온다. 집정관이라는 직함도, 호민관이라는 직함도, 우레 같은 소리를 내며 앞서가는 호위병이 가차없이 휘두르는 막대기도 그들을 쫓아내지 못한다.”
그러나 로마인들은 경의를 표하는 키스와 애정 행위로서의 키스를 혼동하지 않았다. 또 경의를 표하는 경우, 그 성격에 따라 여러 가지 용어를 사용했다. 경건한 성격을 띤 키스일 경우에는 오스쿨룸(osculum)을, 단순히 감미롭고 달콤한 키스일 경우에는 사에비움(saevium)이라는 용어를 사용했다. 그러나 현재 서양에서는 이보다 나중에 생겨난 바시움(basium)이라는 용어를 선호하는데, 이는 오스쿨룸과 사에비움의 성격을 혼합한 것으로 다양한 용도로 사용됐다.

## 중세의 키스
관례적 행위나 존경의 표시로 행하던 키스는 중세 초기에 사라졌다가 중세 말에 다시 나타났다. 특히 1050~1250년 프랑스에서 두드러졌다. 중세 유럽에서 입맞춤은 친한 사람을 한동안 만나지 못하다가 다시 만날 경우에 정당화됐다. 부모와 자식 간에는 입 맞추는 것이 보통이고, 친구 간 입맞춤은 강한 우정을 표현하는 동시에 이를 지속시키는 역할을 했다.
성직자들은 바올로의 권유(고린토인들에게 보낸 둘째 편지 13장 11절)에 따라 입맞춤하는 경우가 많았으나 일반인들보다는 절도가 있었다. 종교상 키스라도 여자가 관계될 때는 자제하거나 금지했다. 12~13세기에 신자들이 영성체를 하기 전에 나누는 사랑의 입맞춤은 사실상 영성체 자체를 대체하는 경우도 잦았다. 이 경우 입맞춤은 신자들을 계속 기독교 공동체 안에 소속시키고, 신 안으로 통합하는 역할을 했다.
중세의 법에 관한 문헌들은 키스의 두 가지 명시적 의미를 제시하고 있다. 체결된 계약에 대한 충성(혹은 믿음)과 계약 당사자들이 지녀야 할 애정이었다. 12~13세기의 많은 문헌은 영주가 가신에게 믿음의 이름으로 입맞춘다고 기록하고 있다. 키스의 감정 표현에 대한 기록은 이보다 드물다. 그러나 13세기의 뛰어난 법학자 기욤 뒤랑은 가신의 키스를 “상호적이며 영구적인 사랑의 표시”라고 주저없이 기록했다. 1335년 도피네의 영주 욍베르 2세가 오베르뉴 지방의 가신들로부터 충성 서약을 받는 장면을 보자. “가신들이 경의를 표한 후, 영주 손 안에 자신들 손을 모아 놓고 서약했으며, 결합과 사랑의 징표로 입에 키스하고 그의 선량하고 충성스러운 가신이 될 것을 약속한다.” 키스를 할 때는 혀를 사용하지 않고  입을 다물고 하되 어느 정도 확실성을 갖고 행했다. 키스는 계약을 확인하거나 영주와 가신의 결합을 강조하는 의미일 수 있었다.
귀족이나 기사들 사이에서 의식을 치를 때나 우정을 표하는 뜻에서 남자들끼리 입술에 하는 키스는 전사 계층의 남자들을 고무하고 단결시키는 진정한 사랑의 상징으로, 성직자들이 행하는 평화의 입맞춤에 비견할 수 있는 행위였다. 아울러 키스는 묵시적 의미에서 두 사람을 평등하게 만들었다. 충성 서약의 경우, 입맞춤은 두 사람은 하나의 커플로 묶어서 하나의 가족처럼 만드는 행위였다. 따라서 결혼의 경우와 마찬가지로, 주군-가신 관계도 원칙적으로 끊을 수 없는 것이었다.
사법적, 외교적, 종교적 의식에서 입맞춤은 주로 남성적이고, 평등하고, 엘리트적이며, 공적인 행위로 나타났다. 이 행위가 남성적인 것은 중세가 남자로 이루어진 두 계급, 즉 기도하는 계급(성직자)과 전사 계급(귀족과 기사)이 지배한 시기임을 반영한다. 성적으로 가장 예민한 부분 중 한 군데를 통해 신체적 접촉을 하고, 숨결을 교환하며, 마음을 섞는 입맞춤은 육체와 정신을 화합한다. 입맞춤은 중세 사회가 지향하는 이상, 즉 지상의 나라를 천상의 나라와 같은 것으로 만든다는 생각에 포함된 이율배반 문제를 해결한다. 성직자의 경우든 기사의 경우든 사랑은 모든 것을 주고 사랑은 모든 것으로부터 구원해 주는 것이었으므로, 사랑은 기사들한테 영예였으며, 성직자들한테는 신으로 향한 길이었다. 중세 유럽 사회는 사랑이 사회 평화와 사회 전체의 일체감을 보장하는 첫 번째 가치였다. 입맞춤보다 이를 더 잘 보여 줄 수 있는 행위는 있을 수 없었다.
13세기가 되면서 사회 화합이 약화되었다. 교회는 억압자가 되어 이단 탄압, 종교 재판, 검열, 고문 등을 시행했다. 교회는 사랑의 계명보다 교리에 관심을 쏟았고, 신비주의를 억압하고 합리주의를 장려했다.
14세기에 이르자 악이 만연했다. 중앙집권국가는 신민에 대한 통제를 강화하고 나병 환자와 유대인, 동성애자에 대한 거부감이 거세졌다. 중세 후기 소빙기가 시작되면서 농작물 수확이 줄고 기근이 잦아졌으며 도시와 지방에서 폭동이 일어났다. 엎친 데 덮친 격으로 흑사병이 발생하고, 백년 전쟁이 발발했다. 이에 따라 입맞춤 관습이 쇠퇴하기 시작했다.
16세기에 입맞춤의 약화와 쇠퇴가 본격화했다. 종교 개혁으로 교회가 흔들리고, 정규군과 포병의 출현으로 기사도가 빛을 잃었기 때문이다. 키스는 뺨을 가볍게 대는 것으로 바뀌었고, 절제가 사랑을 물리치고 절대적인 덕의 자리를 차지했다. 이에 따라 이성의 지배를 강조하고 육체를 억압하면서 영성이나 사랑의 쇠퇴가 가팔라졌다.

## 근대의 키스
16세기부터 19세기까지 키스는 서서히 종교적, 관례적 의미를 상실해 갔다. 그 자리를 대체한 것은 연인들 사이에 행해지는 세속적인 사랑의 키스였다. 키스는 일부를 제외하면 거의 육체적 행위로 남게 되었다.
먼저, 종교적, 공적 의식에서 중요한 상징적 의미를 띠던 키스가 사라졌다. 교회에서 신자들은 화해의 키스를 직접 나누지 않고, 따로 제작한 판자 위에 입 맞추는 것으로 대신했다. 이같은 관례는 13세기 말부터 나타나 15세기 말에 보편화했다. 『철학 사전』의 한 항목인 「키스」에서 볼테르는 성직자와 경건주의자들만이 구습을 지킨다고 비웃었다. 구교와 신교로 갈라진 기독교 사이의 이념 분쟁도 성스러운 키스의 의미를 평가절하하는 데 이바지했다. 오늘날 기독교 신자들은 악수로 인사를 대신한다. 남은 종교적 키스로는 신부가 교회 제단에 하는 입맞춤, 교황 요한 바오로 2세가 부활시킨 관습인 교황 자신이 방문 국가의 땅에 하는 키스, 결혼식 끝에 신랑신부가 나누는 키스 정도일 것이다.

## 동양의 키스
동양 문화권에서 키스는 오래 전부터 있어 왔지만 보편적인 행동이 아니었던 것으로 추정된다. 아주 옛날부터 키스에 대해서 다양한 기록이 전해져 오고 있는 서양과 달리 동양에서는 문헌으로부터 키스에 대한 언급이 거의 등장하지 않는다.
조선 이전 시대로부터 전해오는 문헌에서 언급하는 키스는 성관계시의 전희로서만 매우 드물게 묘사되고 있으며, 일본에서도 문명개화를 맞이하기 이전에 키스는 단지 성행위로서 인식되었다. 그러나 오늘날에는 서구화의 영향으로 애정 표현으로서의 키스가 일반적인 행위로 취급되고 있다. 시대가 변하면서 텔레비전 쇼나 영화, 음악 등 대중 문화 및 문학이나 예술 분야에서 취급이 늘어남과 동시에 연인 관계에 있는 사람끼리의 키스는 일상적인 것이 되었다. 최근에는 거리 등 야외에서도 주변의 시선을 의식하지 않고 부담 없이 키스하는 젊은 사람들도 눈에 띄고 있다.

## 키스의 효과
키스학(Philematology)에 의하면, 사랑하는 이와의 열정적 키스는 한 번에 3.8kcal, 1분에 약 26kcal를 소모하게 만들며, 가벼운 키스는 두 개의 근육을, 격렬한 키스는 얼굴 근육 34개를 사용하게 만든다. 혀와 입술의 격렬한 접촉을 통해, 키스는 평소 0.3%에 불과한 쾌락의 신경전달물질 도파민을 5배 이상 늘린다. 70년을 사는 일반인들은 키스를 하면서 평생 12만 초, 꼬박 2주일을 보낸다.
프렌치 키스는 적어도 29개 근육(그중 17개 근육은 단지 혀의 움직임을 위해 쓰임)을 움직이게 하고, 이때 바이러스나 박테리아와 더불어 최대 9mg의 타액, 0.7g의 단백질, 0.18g의 유기질, 0.711mg의 지방질, 0.45mg의 염분이 교환된다.
키스는 결혼의 가능성이 있는 상대방과의 생물학적 접촉을 위해 서로의 페로몬을 느끼게 해 줄 수 있다. 여성은 무의식적으로 자신과는 다른 면역체계 단백질과 유전자형을 가진 남성에게 더 끌리는데, 이로 인해 자신의 자식들이 많은 질병에 대한 저항성을 가지게 되며, 그로 인해 생존력을 높일 수 있기 때문이다. 이는, 왜 커플들이 "화학적으로" 적합할 때 더 잘 되어가는지를 설명해 준다.

## 부작용과 반대운동
지금도 미국 인디애나주에서는 콧수염이 있는 남자가 습관적으로 사람들에게 키스를 퍼부으면 폭력 행위로 간주해 체포한다. 미국 코네티컷주 하트퍼드시에서는 아직도 남편이 아내에게 일요일에 키스하는 것을 불법으로 여긴다. 이집트 카이로의 키스반대연합(Anti-kissing association)이라는 국제시민단체는 조류독감을 옮길 수 있다는 이유로'키스 안 하기' 운동을 벌이고 있다. 키스가 충치병을 옮길 수 있다는 우려도 있다.

## 키스 관련 명구
- 한 입술에 입맞추고 다른 입술에 키스하지 않는다면 주어진 호의를 잃어 마땅하다. (오비디우스, 『사랑의 기술』 중에서)
- 다시 입맞춰 주오. 입맞추고 또 맞춰 주오./ 가장 감미로운 입맞춤을 해 주오./ 가장 사랑스러운 입맞춤을 해 주오./ 잉걸불보다 더 뜨거운 입맞춤으로 돌려드리리니// 그대는 신음하나니 내 그대의 고통을 없애 주리다./ 또다시 달콤한 입맞춤을 그대에게 드리리다./ 행복에 겨운 우리의 입맞춤을 나누면서/ 그대와 나 서로를 마음껏 향유합시다.// 그리하여 우리의 이중 생활이 시작될 때/ 우리는 머물고 서로 생존할 것입니다./ 내 사랑이여, 사랑의 정열을 허락해 주오.// 비밀 속에 사는 나는 언제나 괴롭나니/ 내 밖으로 모습을 드러낼 수 없는 나는/ 한시도 만족을 모르고 산다오. (루이즈 라베, 「소네트 18」 전문)
- 난 그대의 작은 발과 커다란 눈에 입맞춥니다. (빅토르 위고, 「쥘리엣 드루에에게 보내는 편지」 중에서)
- 키스, 미소의 정원에 핀 접시꽃이여! (폴 베를렌)
- 그대의 내민 입술로,/ 내 생각 속에 머무는 이를/ 진정시킬 준비를 하려 한다면,/ 키스의 양식을 마련하려 한다면,/ 이 감미로운 행위를 재촉하지 말아요./ 존재의 포근함과 부재의 포근함,/ 난 그대를 향한 기다림으로 살아왔나니,/ 내 영혼은 그대의 발걸음에 지나지 않았다오. (폴 발레리, 「매혹」 중에서)
- 나는 그 미지의 분홍빛 열매가 담고 있는 향기와 맛을 알게 될 참이었다. (마르셀 프루스트, 『잃어버린 시간을 찾아서』 중에서)
- 어떤 여자의 살갗은 키스만으로는 부족한 나머지 물어뜯고 싶은 욕망을 준다. (마르셀 프루스트, 『잃어버린 시간을 찾아서』 중에서)
- 난 그대를 보았네, 오! 내 욕망의 심연인 붉은 문이여! (기욤 아폴리네르, 「그대 몸에 있는 아홉 개의 문」 중에서)
- 혀, 프랑스어로는 성(性)과 관련 있는 단어. (질베르 세네코, 「벌거벗은 입술」 중에서)
- 네 혀는 해초처럼 내 입 속에 있다, 구리 냄새가 입 안에 감돈다. (생존 페르스, 「고통」 중에서)
- 당신의 얼굴은 뒤로 젖혀져 있다./ 그대의 입술은 삼키고 싶은 과일,/ 어두운 밤, 작은 배에 몸을 싣고서. (생존 페르스, 「고통」 중에서)
- 키스로 가득한 입보다 말로 가득한 입이 낫다. (프랑수아즈 돌토)
- 키스의 결핍은 아직도 볼을 얼얼하게 한다. (파스칼 키냐르, 『뷔르템베르크의 살롱』 중에서)
- 아찔한 키스가 있지./ 그건 무엇보다 짭짤하고 달콤하며 근사하지./ 그건 애플파이 같은 것. (피에르 페레, 「입맞춤」 중에서)
- 할머니는 그것을 비프스테이크라고 불렀다. 그것이란 혀를 앞으로 내민 채 커다랗게 벌린 입을 아이의 볼에 갖다 댄 후, 혀의 돌기로 부드러운 살을 탐색하면서, 깨물지는 않고 살만을 부드럽게 빨아들이는 동작이었다. 아이는 소름이 끼쳤다. 그러나 늙은 이모 할머니가 이런 키스에 그처럼 적절한 이름을 붙여준 데 대해 고맙게 생각했다. 이모 할머니의 키스는 비프스테이크처럼 피가 흐르듯 축축하고 물렁물렁하며 역겨웠다. (아네스 데자르트, 『어린 시절의 양식』 중에서)

## 같이 보기
- 볼키스
- 손등 키스
- 친구(평화의 입맞춤)
- 키싱 부스
- 프렌치 키스